# Tank 8
Tank 8 è un videogioco arcade sviluppato da Tom Hogg e pubblicato da Kee Games (sussidiaria di Atari) nel 1976. È uno dei diversi seguiti dell'originale Tank del 1974.
Tank 8 è uno dei primi arcade prodotti da Atari ad utilizzare una CPU per la gestione del gioco al posto dei precedenti circuiti TTL: grazie alla sua potenza di calcolo, il Motorola 6800 è capace di gestire fino ad 8 giocatori contemporaneamente. Inoltre, potendo usare una CPU, il software è in grado di eseguire, quando nessun giocatore sta giocando, una partita dimostrativa del gioco dove i carri armati sono mossi casualmente e si sparano, eliminandosi come in una partita vera. Quando uno o più giocatori inseriscono le monete per giocare, la partita dimostrativa cessa e tutti i carri armati, tranne quelli dei giocatori paganti, tornano al loro punto di origine.
Il cabinato del gioco è molto particolare: il monitor, a colori, è posizionato orizzontalmente al centro di un chiosco quadrato con ai 4 lati le 8 postazioni di gioco. I comandi di controllo dei carri sono identici a quelli del primo Tank.